# Поддавам се на изкушението
„Поддавам се на изкушението“ (на испански: Caer en tentación) е мексиканска теленовела, режисирана от Ерик Моралес и Хуан Пабло Бланко и продуцирана от Жисел Гонсалес за Телевиса през 2017-2018 г. Адаптация е на аржентинския сериал Да обичаш, след като си обичал, създаден от Ерика Халворсен.
В главните роли са Силвия Наваро, Габриел Сото, Адриана Лувие и Карлос Феро, а в отрицателните – Арат де ла Торе, Ерика де ла Роса и първата актриса Хулиета Егурола.

## Сюжет
Две двойки, обединени от бизнеса, успяват да задълбочат своето приятелство. Изневярата помежду им преминва отвъд онова, в което са вярвали. Макар че могат да спрат с прелюбодеянията, те не го правят, защото страстта, която изпитват, не им позволява. 3 години са достатъчни, за да разрушат 20-годишни бракове.
Дамян Бекер е 40-годишен мъж, който в полунощ шофира, а по пътя се превръща в жертва на нещастен случай, или поне това е резултатът от разследването. В пътя на изясняването на случая става ясно, че с Дамян е пътувала жена, която мистериозно е изчезнала... какво се е случило? Къде е тя?

## Актьори
- Силвия Наваро – Ракел де Бекер
- Габриел Сото – Дамян Бекер
- Карлос Феро – Сантяго Алварадо
- Адриана Лувие – Каролина де Алварадо''
- Арат де ла Торе – Андрес
- Хулиета Егурола – Мириам
- Ела Велден – Миа Бекер
- Хорхе Луис Васкес – Годой
- Ерика де ла Роса – Алина дел Вияр
- Лус Рамос – Лаура
- Иринео Алварес – Антонио Ибаниес Лара
- Франсиско Писаня – Хуан
- Хулиета Урбини – Лола
- Хосе Мануел Ринкон – Николас
- Соня Франко – Синтия
- Пиер Луис – Бернардо Галиндо Перес
- Ана Сиокчети – Асусена
- Херман Броко – Федерико Бекер
- Енок Леано – Родолфо Руеда
- Беатрис Морено – Ховита
- Луис Фернандо Пеня – Агустин
- Хорхе де лос Рейес – Мигел

## Премиера
Премиерата на Поддавам се на изкушението е на 18 септември 2017 г. по Las Estrellas. Последният 102. епизод е излъчен на 11 февруари 2018 г.

## Продукция
Снимките на теленовелата започват на 3 юли 2017 г. и приключват на 17 януари 2018 г.

## Награди и номинации
Награди TVyNovelas 2018
| Категория                                | Номинация                      | Резултат   |
| ---------------------------------------- | ------------------------------ | ---------- |
| Най-добра теленовела                     | Жисел Гонсалес                 | Печели     |
| Най-добър сценарий или адаптация         | Леонардо Бечини                | Печели     |
| Най-добра актриса в главна роля          | Силвия Наваро                  | Номинирана |
| Най-добра актриса в главна роля          | Адриана Лувие                  | Номинирана |
| Най-добър актьор в главна роля           | Габриел Сото                   | Номиниран  |
| Най-добра актриса в отрицателна роля     | Хулиета Егурола                | Номинирана |
| Най-добър актьор в отрицателна роля      | Арат де ла Торе                | Номиниран  |
| Най-добра първа актриса                  | Хулиета Егурола                | Номинирана |
| Най-добър пръв актьор                    | Адалберто Пара                 | Номиниран  |
| Най-добър актьор в поддържаща роля       | Карлос Феро                    | Печели     |
| Най-добра млада актриса                  | Ела Велден                     | Печели     |
| Най-добър млад актьор                    | Херман Брако                   | Печели     |
| Най-добра актриса във второстепенна роля | Хулиета Урбини                 | Печели     |
| Най-добър актьор във второстепенна роля  | Карлос Валенсия                | Номиниран  |
| Най-добър оператор                       | Армандо Сафра Луис Родригес    | Печелят    |
| Най-добър режисьор                       | Ерик Моралес Хуан Пабло Бланко | Печелят    |
| Най-добър екип                           | Жисел Гонсалес                 | Печели     |
| Най-добра музикална тема                 | Пабло Алборан                  | Печели     |

TV Adicto Golden Awards 2017
| Категория                        | Номинация                  | Резултат |
| -------------------------------- | -------------------------- | -------- |
| Най-добра теленовела на Телевиса | Поддавам се на изкушението | Печели   |